# Vieil-Hesdin
Vieil-Hesdin település Franciaországban, Pas-de-Calais megyében. Lakosainak száma 343 fő (2022. január 1.). Vieil-Hesdin Auchy-lès-Hesdin, Fresnoy, Le Parcq, Rollancourt, Saint-Georges, Vacqueriette-Erquières, Wail és Willeman községekkel határos.

## Népesség
A település népessége az elmúlt években az alábbi módon változott:
| Lakosok száma | 376  | 370  | 372  | 356  | 345  | 344  | 344  | 342  | 343  |
|               | 2013 | 2015 | 2016 | 2017 | 2018 | 2019 | 2020 | 2021 | 2022 |